# King's Troop, Royal Horse Artillery
| Hästspannet kopplar av artilleripjäsen i position för att därefter avfyras fristående. Efter salut har givits kommer spannet tillbaka och kopplar åter på pjäsen. |  | Hästspannet kopplar av artilleripjäsen i position för att därefter avfyras fristående. Efter salut har givits kommer spannet tillbaka och kopplar åter på pjäsen. |
| Hästspannet kopplar av artilleripjäsen i position för att därefter avfyras fristående. Efter salut har givits kommer spannet tillbaka och kopplar åter på pjäsen. |  | |

King's Troop, Royal Horse Artillery (Livtroppen vid Kungliga Ridande Artilleriet) är ett ceremoniförband i Storbritanniens armé som sedan 1946 vidareför det ridande artilleriets traditioner genom att vid särskilda tillfällen skjuta salut.

## Bakgrund
Det är ett beridet förband vars medlemmar är övade att köra och vårda de sex hästars anspann vilka drar de trettonpundiga fältkanoner från första världskriget som används för salutgivning vid statsceremonier, bland annat saluter vid kungliga födelsedagar, dödsfall och jubileum. Förbandets salutstationer är vanligen Hyde Park och Green Park i London.
Kvinnor började tjänstgöra i förbandet 1996 och major Erica Bridge var 2008 den första kvinnan som förde befäl över King's Troop. Förbandet är baserat i Woolwich sedan 2012, dessförinnan låg stallarna vid St John's Wood Barracks i Marylebone.

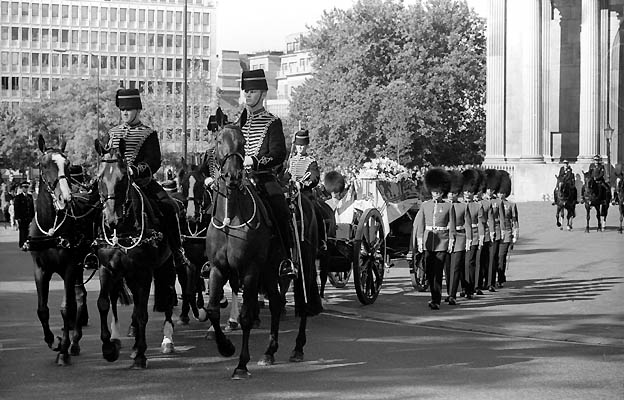
Ett sexspann från King's Troop drar prinsessan Dianas kista förbi Wellington Arch, 6 september 1997.

Samman anspann med svarta hästar kan även dra en lavett med kista vid stats- och militärbegravningar, vilket var fallet vid begravningen av Diana, prinsessa av Wales 1997.